# Agroecodes comata
Agroecodes comata är en fjärilsart som beskrevs av Edward Meyrick 1937. Agroecodes comata ingår i släktet Agroecodes och familjen praktmalar, Oecophoridae. Inga underarter finns listade i Catalogue of Life.